# Грин, Элизабет Шиппен
Элизабет Шиппен Грин (1 сентября 1871 — 29 мая 1954) — американская художница и иллюстратор.

## Биография
Родилась в 1871 году в семье художника. В 1887 году поступила в Пенсильванскую академию изящных искусств, где училась у Томаса Икинса и Вонноха Роберта Уильяма. Затем училась у Говарда Пайла в Дрексельском университете.
Рисовала иллюстрации для журналов St. Nicholas Magazine, Woman's Home Companion и The Saturday Evening Post. В 1901 году  подписала эксклюзивный контракт с журналом Harper's Magazine.
Была членом художественной организации Plastic Club в Филадельфии.

## Личная жизнь
В 1911 году вышла замуж за профессора архитектуры Хьюгера Эллиотта.